# Tinning
Tinning är huvudets sidotrakt mellan den yttre ögonvrån och örats övre del. Underlaget är det av en platt tuggmuskel täckta tinningbenet, ett av de större huvudskålsbenen, vilket med en sagittalt ställd skiva bildar en stor del av kraniets sida, går ned och in i skålens bas, med hörselgången på utsidan och hörselorganet inuti, samt med ett utsprång framåt bildar okbågen och baktill utskjuter ett annat nedåt: vårtutskottet. Benskivan är tunn och utgör skålens svagaste del (näst ögonhålans väggar). Största delen av skivans taggiga kantfog, tinningsömmen, vilar utanpå hjässbenet.  